# The Hurlers

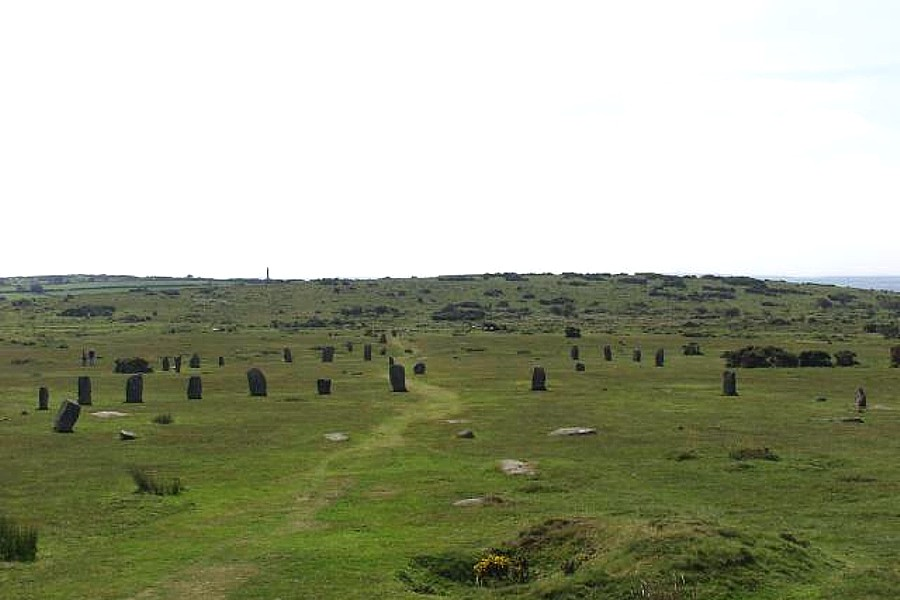
Monolithanlage The Hurlers

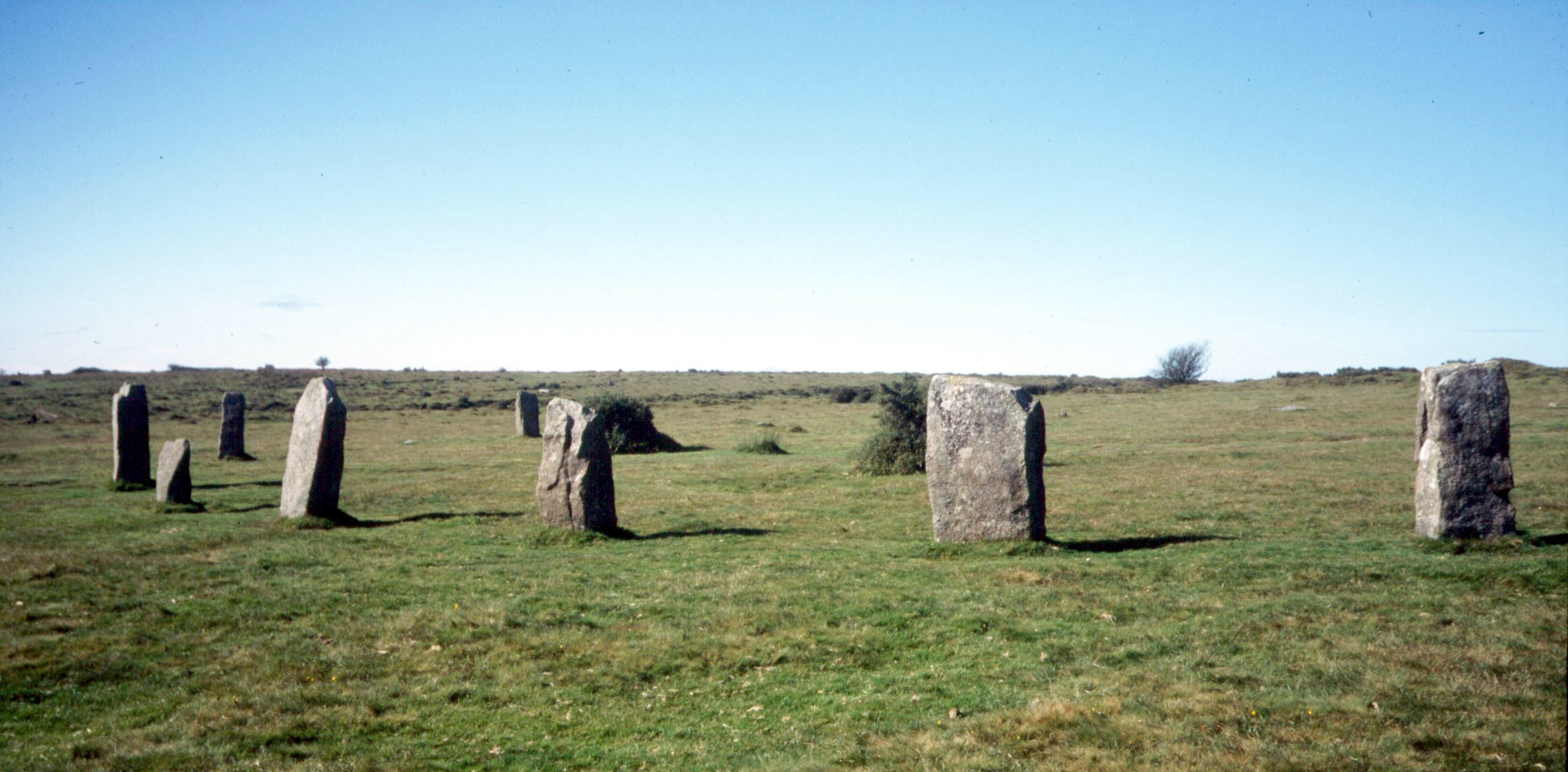
Steinkreis in Richtung Nordost

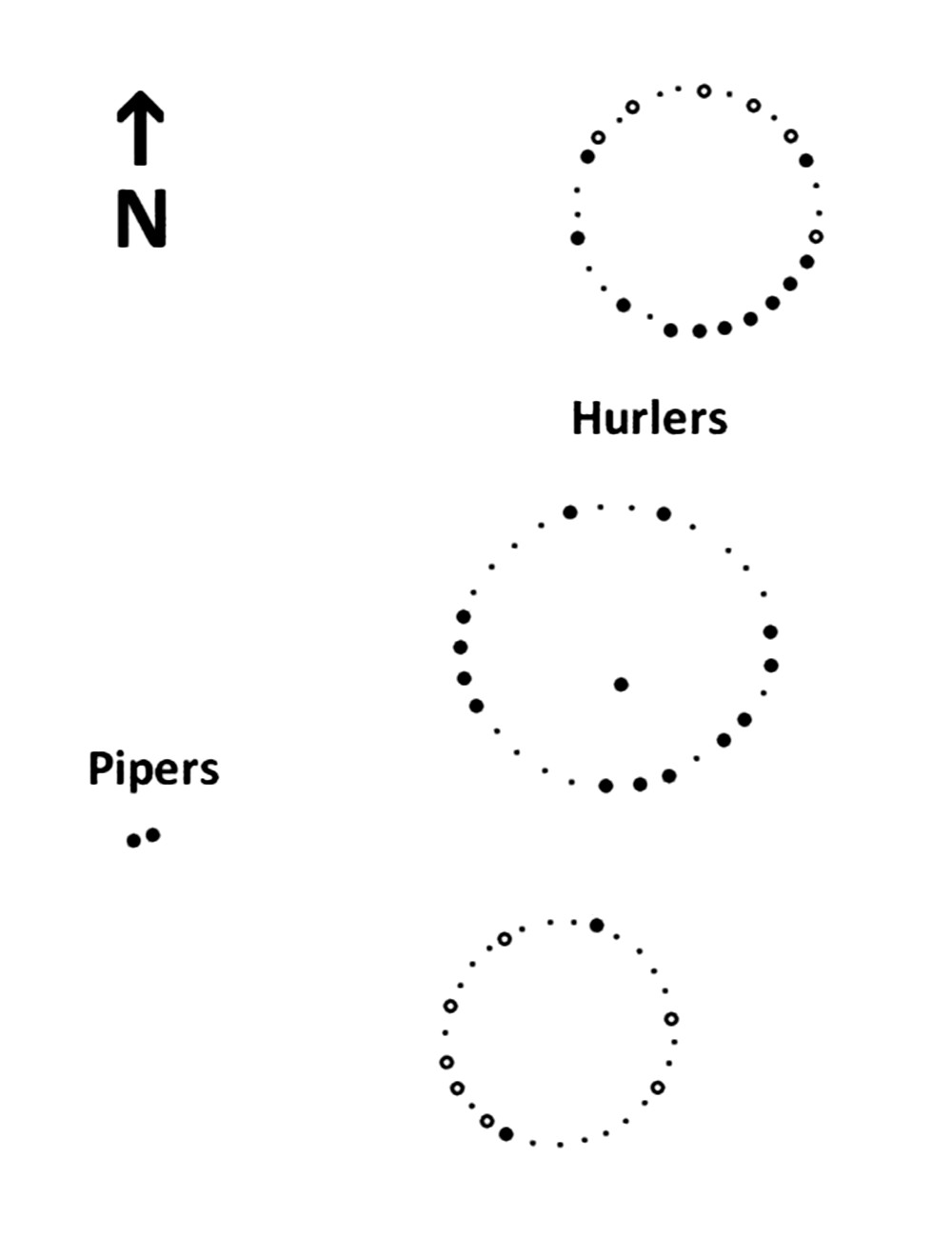
Lageplan der Menhire

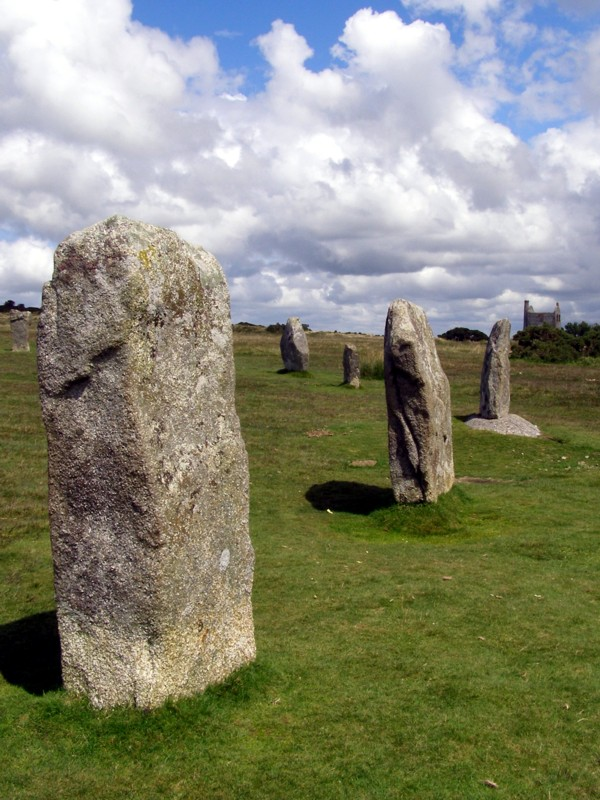
Megalithe des mittleren Steinkreises

The Hurlers sind runde Steinsetzungen aus Menhiren. Sie befinden sich in Cornwall in England. Die Megalithen der Kultanlage bilden drei Steinkreise, die aus der frühen Bronzezeit stammen.

## Lage
Die Hurlers befinden sich im District Caradon nördlich von Liskeard im Dorf Minions am südlichen Rand des Bodmin Moors. In der Nähe liegt Rillaton Barrow und der Trethevy Quoit, ein Portal Tomb aus der Jungsteinzeit. In Cornwall findet man weitere Megalithanlagen:
- Steinkreis von Boskednan
- Boscawen-ûn
- Chûn Quoit
- Lanyon Quoit
- Mên-an-Tol
- Merry Maidens
- Mulfra Quoit
- Steinkreis von Stannon
- Steinkreis von Tregeseal
- Tregiffian
- Zennor Quoit

## Aufbau
Die drei Steinkreise der Hurlers, die annähernd auf einer Linie von SSW nach NNO liegen besitzen Durchmesser von 32, 42 und 33 m. Die beiden äußeren Steinsetzungen sind kreisförmig, der mittlere und zugleich größte Steinkreis ist dagegen leicht elliptisch. Der südliche Steinkreis ist am schlechtesten erhalten und weist nur mehr neun der ursprünglich 26 Monolithe auf, von denen zwei aufrecht stehen und die anderen sieben teilweise mit Erdreich bedeckt sind. Im mittleren Kreis sind von einst 28 Steinen noch 15 vorhanden, die alle etwa 1,8 m hoch sind. Einige Menhire weisen deutliche Bearbeitungsspuren auf und laufen nach oben spitz zu oder besitzen einen abgerundeten Abschluss. Einer der Steine wurde so bearbeitet, dass sein oberes Ende einen Spalt aufweist. Der nördliche Steinkreis bestand aus 28 Menhiren, von denen noch 11 aufrecht und 6 liegend vorzufinden sind.

### Die Pipers

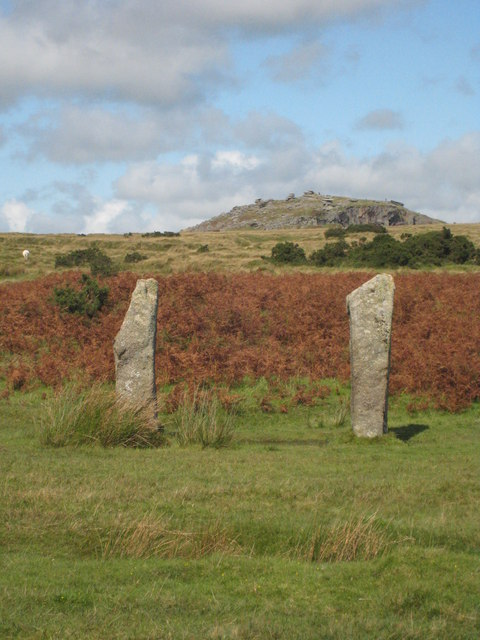
The Pipers

Zwei Monolithen, die Pipers of Minions (Dudelsackspieler), stehen 120 m südwestlich vom mittleren Kreis. Sie waren vermutlich Eingangssteine zur Kultanlage und erfüllten vielleicht auch einen astronomischen Zweck. Aufgrund von fehlenden Datierungsmöglichkeiten kann nicht zweifelsfrei festgestellt werden, ob die Steinkreise zur selben Zeit errichtet worden sind. Die Pipers sind etwa 2,0 m hoch. Laut Folklore repräsentieren sie Musiker, die für drei Kreise von Tänzern spielen, die zu Stein verwandelt wurden. Die Gegend um die Pipers ist in der Archäologie bekannt für die Entdeckung eines Bronzedolches und eines Goldbechers, die zusammen mit einigen Perlen und Feuersteinen im etwa 550 m nördlich der Pipers gelegenen Rillaton Barrow gefunden wurden.

## Namensherkunft
Der Name The Hurlers geht auf eine Legende zurück, wonach hier Männer und Frauen an einem kirchlichen Feiertag Hurling spielten und zur Strafe dafür in Steine verwandelt wurden. Beim Hurling kämpfen zwei große Mannschaften mit Stöcken um einen Holzball. Das Spiel wurde früher von Musik begleitet, worauf der Name der „Pipers“ Bezug nimmt. Auch ist es der Legende nach kaum möglich, die genaue Anzahl der Menhire zu ermitteln. Demjenigen, der es trotzdem schafft, die Steine korrekt zu zählen, wird angeblich ein Unglück widerfahren.

## Forschungsgeschichte
Die Hurlers und ihre Legende wurden erstmals 1586 von William Camden in seiner topographischen und historischen Darstellung Britanniens behandelt. Im Rahmen einer weiteren enzyklopädischen Darstellung Britanniens erschien 1728 die schon Ende des 16. Jahrhunderts von John Norden verfasste Beschreibung Cornwalls, in der die Menhire ebenfalls erwähnt wurden. 1769 lieferte William Borlase die erste detaillierte archäologische Beschreibung der Megalithanlage. Eine moderne wissenschaftliche Darstellung verfasste Hugh O’Neill Hencken 1932.